# E. Max Frye
Eric Max Frye (* 1956 in Oregon) ist ein US-amerikanischer Drehbuchautor und Filmregisseur. Bei der Oscarverleihung 2015 ist er zusammen mit Dan Futterman für das Drehbuch zu Foxcatcher für den Oscar nominiert.

## Leben
E. Max Frye wuchs in Eugene, Oregon auf. Er besuchte das Lewis & Clark College in Portland und zog nach einem Jahr nach Europa. Dort lebte er in Paris und verdingte sich als Model in Österreich seinen Lebensunterhalt. Nach seiner Rückkehr in die Vereinigten Staaten studierte er an der New York University Film School.
Frye schrieb unter anderem das Drehbuch zu Gefährliche Freundin. Seine bisher einzige Regiearbeit erfolgte für den Film Amos & Andrew – Zwei fast perfekte Chaoten.
Er ist außerdem einer der Autoren der Miniserie Band of Brothers – Wir waren wie Brüder.

## Filmografie (Auswahl)
- 1986: Gefährliche Freundin (Something Wild)
- 1993: Amos & Andrew – Zwei fast perfekte Chaoten (Amos & Andrew) auch Regie
- 2000: Ein heißer Coup (Where the Money Is)
- 2001: Band of Brothers – Wir waren wie Brüder (Band of Brothers)
- 2003: Du stirbst nur zweimal (Second Nature)
- 2014: Foxcatcher